# Cyclocephala molesta
Cyclocephala molesta är en skalbaggsart som beskrevs av S. Endrödi 1969. Cyclocephala molesta ingår i släktet Cyclocephala och familjen Dynastidae. Inga underarter finns listade i Catalogue of Life.